# 朴相駿
朴相駿（：／ Bak Sang-jun；日语：／ Boku Sōshun；1878年3月—1945年9月2日），日本名朴澤相駿（〔〕／ Bokuzawa Sōshun），本貫密陽朴氏，是大韓帝國官吏、日本明治至昭和時期朝鲜总督府官僚及貴族院議員。

## 經歷
1878年，朴相駿在朝鲜王朝平安南道成川郡出生。1899年就任金城電報司主事，1900年在電務學堂成績合格，達到優等。之後經殷山電報司主事，獲任平安南道江東郡郡守。同時期作為成川郡東明學校監察兼教師，參與朝鮮的愛國啓蒙運動，並參與太極學會、西北學會。之後歷任平安南道順川郡郡守、平原郡郡守，1918年日本開展土地調查事業時任平安南道土地調查委員會臨時委員。1919年經順川郡守，1921年任平安南道參與官，1926年就任江原道知事。1927年任咸鏡北道知事，1928年任黃海道知事。1929年退官，就任朝鮮總督府中樞院參議，直至1945年6月。1938年獲任經學院講士，1940年獲任大提學，創氏改名為日本名朴澤相駿。1939年獲選為國民精神總動員朝鮮聯盟評議員，開展為調撥太平洋战争資金所發行愛國債券的街頭銷售運動，以及鼓勵協助戰爭的時局演講活動。1941年8月獲選為興亞報國團準備委員。1943年起鼓勵朝鮮人加入海軍志願兵。1945年4月3日成為朝鮮敕選貴族院議員，同年終戰後的9月2日死去。15日，貴族院發出弔辭。

## 評價
朴相駿於1929年6月獲勳三等瑞寶章，12月獲正四位。1935年朝鮮總督府編纂的《朝鮮功勞者銘鑑》將其列入353名朝鮮功勞者。
大韩民国依據2004年通過的《日帝强占下反民族行为真相纠明相关特别法》認定其為「親日反民族行為者」。

### 引用
1. 1 2 3 4 5 6  人事興信所 1934，7頁.
2. 1 2  眾議院; 参議院 (编).  . 大藏省印刷局. 1990: 230. ISBN 9784171648018.
3. ↑  眾議院; 參議院 (编). . : 222. 1960-12  [2022-06-21]. （原始内容存档于2022-06-21）.
4. 1 2 3 4 5 6 7 8 9 10 11 12 13  . 韓国民族文化大百科事典.   [2022-07-09]. （原始内容存档于2022-07-09）.
5. ↑  人事興信所 1934，6頁.
6. ↑  人事興信所 1941，6頁.
7. 1 2   昭和21年12月增訂 丙. 貴族院事務局. 1947: 53  [2022-10-30]. （原始内容存档于2022-10-16）.
8. ↑  . 官報 (5609). 1945-09-21  [2022-10-30]. （原始内容存档于2022-07-09）.
9. ↑  . . . 2004-03-18  [2022-05-29]. （原始内容存档于2008-06-27）.
10. ↑  . . . 2004-03-18  [2022-05-29]. （原始内容存档于2008-06-27）.

### 來源
- 人事興信所 (编). . 人事興信所. 1934  [2022-10-30]. （原始内容存档于2022-10-05）.
- 人事興信所 (编). . 人事興信所. 1941  [2022-07-09]. （原始内容存档于2022-10-02）.